# María Cegarra Salcedo
 (mars 2022).
La mise en forme du texte ne suit pas les recommandations de Wikipédia : il faut le « wikifier ».
Les points d'amélioration suivants sont les cas les plus fréquents. Le détail des points à revoir est peut-être précisé sur la page de discussion.
- Les titres sont pré-formatés par le logiciel. Ils ne sont ni en capitales, ni en gras.
- Le texte ne doit pas être écrit en capitales (les noms de famille non plus), ni en gras, ni en italique, ni en « petit »…
- Le gras n'est utilisé que pour surligner le titre de l'article dans l'introduction, une seule fois.
- L'italique est rarement utilisé : mots en langue étrangère, titres d'œuvres, noms de bateaux, etc.
- Les citations ne sont pas en italique mais en corps de texte normal. Elles sont entourées par des guillemets français : « et ».
- Les listes à puces sont à éviter, des paragraphes rédigés étant largement préférés. Les tableaux sont à réserver à la présentation de données structurées (résultats, etc.).
- Les appels de note de bas de page (petits chiffres en exposant, introduits par l'outil «  Source ») sont à placer entre la fin de phrase et le point final[comme ça].
- Les liens internes (vers d'autres articles de Wikipédia) sont à choisir avec parcimonie. Créez des liens vers des articles approfondissant le sujet. Les termes génériques sans rapport avec le sujet sont à éviter, ainsi que les répétitions de liens vers un même terme.
- Les liens externes sont à placer uniquement dans une section « Liens externes », à la fin de l'article. Ces liens sont à choisir avec parcimonie suivant les règles définies. Si un lien sert de source à l'article, son insertion dans le texte est à faire par les notes de bas de page.
- La présentation des références doit suivre les conventions bibliographiques. Il est recommandé d'utiliser les modèles {{Ouvrage}}, {{Chapitre}}, {{Article}}, {{Lien web}} et/ou {{Bibliographie}}. Le mode d'édition visuel peut mettre en forme automatiquement les références.
- Insérer une infobox (cadre d'informations à droite) n'est pas obligatoire pour parachever la mise en page.

Pour une aide détaillée, merci de consulter Aide:Wikification.
Si vous pensez que ces points ont été résolus, vous pouvez retirer ce bandeau et améliorer la mise en forme d'un autre article.
Pour les articles homonymes, voir Cegarra (homonymie) et Salcedo.
María Cegarra Salcedo (La Unión, 1899 - Murcie, 1993) est une poétesse espagnole, ainsi que la première experte diplômée en chimie d'Espagne.

## Biographie
Fille d'un père commerçant et d'une mère enseignante d'origine andalouse, le précédent littéraire dans sa famille est son frère Andrés Cegarra Salcedo, écrivain et créateur d'Éditorial Levante. Après la mort dudit frère, María a publié son premier recueil de poèmes, Cristales míos, et après la mort de sa sœur, son dernier ouvrage, Poemas para un silencio, a émergé.
Entre 1921 et 1924, elle offre ses services comme assistante technique au laboratoire d'analyses industrielles de la veuve de Francisco Munuera. Après, à partir de la fin des années 1920 et pendant plusieurs décennies, elle prend la tête de son propre laboratoire, orienté vers l'exploitation minière, dans sa maison de famille.
Après la mort de son frère Andrés en 1928, elle se consacre à la poésie. Grâce à lui, elle avait rencontré Carmen Conde, avec qui elle a entretenu une longue et profonde amitié recueillie dans des lettres. Elle participe aux activités menées à l'Université populaire que Conde et Antonio Oliver ont fondée dans cette ville. Elle se lie également d'amitié avec le journaliste Raimundo de los Reyes et avec les poètes Miguel Hernández et Ramón Sijé . Avec Miguel Hernández, elle entretient une relation étroite.
En 1935, elle publie son premier recueil de poèmes, Cristales míos, prologué par l'écrivain Ernesto Giménez Caballero.
En 1946, elle obtient un diplôme en Sciences chimiques à l'Université de Murcie. Elle enseigne pendant quarante ans dans différents centres éducatifs de Carthagène, ainsi que dans d'autres centres de formation professionnelle et de baccalauréat, tel que l'École d'experts industriels.
Cegarra entre en politique en tant que conseillère du conseil municipal de La Unión dans les années 1960, étant la première femme de ce conseil.
Elle décède le 26 mars 1993.

## Œuvres
Elle collabore avec l'un des magazines les plus prestigieux du moment, La Gaceta Literaria, dirigé par Giménez Caballero.
Elle  écrit la pièce Mineros (1932-1933) avec Carmen Conde. Elle y  mêlent fiction et éléments autobiographiques puisqu'elles s'inspirent de la vie de Cegarra et de sa famille. De même, elle est liée à l'histoire du mouvement ouvrier dans le district minier de La Unión.
Elle a collaboré avec les  revues La Región, La Verdad, Tránsito, Levante Agrario, Títiro Canta, et Monteagudo, entre autres. Elle a publié l' intégrale de sa Poésie en 1987, avec une introduction de Santiago Delgado.
- Cristales míos (Mes Cristaux), 1935[8].
- Desvarío y fórmulas (Délire et Formules), 1978[9].
- Poesía completa (Poésie complète), 1986[10].
- Cada día conmigo (Chaque jour avec moi), 1986.
- Poemas para un silencio (Poèmes pour un silence), 1999.

Tous ces recueils sont inédits en français. Une sélection de ses poèmes a été traduite en français dans le livre Anthologie bilingue des poétesses de la génération de 27 en 2023.

## Hommages
- En 1980, on a donné son nom au lycée d'enseignement secondaire de la Unión[12].
- À l'occasion du centenaire de sa naissance (1999), la mairie de La Unión a inauguré un buste de la poétesse devant le Liceo de Obreros, un centre dirigé par son frère Andrés au début du XXe siècle[13].